# Зане (Люблінське воєводство)
Зане (пол. Zanie) — село в Польщі, у гміні Княжпіль Білґорайського повіту Люблінського воєводства. Населення — 69 осіб (2011).

## Історія
За даними етнографічної експедиції 1869—1870 років під керівництвом Павла Чубинського, населення села порівну становили українськомовні греко-католики та польськомовні римо-католики.
У 1975—1998 роках село належало до Замойського воєводства.

## Демографія
Демографічна структура станом на 31 березня 2011 року:
|          | Загалом | Допрацездатний вік | Працездатний вік | Постпрацездатний вік |
| -------- | ------- | ------------------ | ---------------- | -------------------- |
| Чоловіки | 34      | 7                  | 21               | 6                    |
| Жінки    | 35      | 7                  | 21               | 7                    |
| Разом    | 69      | 14                 | 42               | 13                   |